# Inaccessibleral
De Inaccessibleral (Laterallus rogersi, synoniem: Atlantisia rogersi) is een vogel uit de familie van de rallen (Rallidae). Het is de kleinste vogel ter wereld die niet kan vliegen. Er is een kleinere soort bekend die niet kan vliegen, de Stephens-eilandrotswinterkoning (Traversia lyalli), maar die is inmiddels uitgestorven.

## Kenmerken
De vogel is 13 tot 15,5 cm lang en weegt tussen de 34 en 42 gram. Het verenkleed van de vogels oogt "wollig" alsof de vogel behaard is. Volwassen vogels zijn van boven kastanjebruin en van onder donkergrijsbruin met op de flanken een vage lichte strepen op de flanken die bij onvolwassen vogels ontbreken.

## Verspreiding en leefgebied
De Inaccessibleral komt alleen voor op het eiland Inaccessible in de Tristan da Cunha-archipel in de zuidelijke Atlantische Oceaan. De vogel leeft wijd verspreid op het eiland in verschillende typen vegetatie, van zeeniveau tot de hoogste begroeide rotsen (de hoogste top is 561 m). De vogel is broedend aangetroffen in vegetaties die bestaan uit varens en een soort slijkgras Spartina arundinacea.

## Status
Deze ral heeft een zeer beperkt verspreidingsgebied en daardoor is de kans op uitsterven aanwezig. De grootte van de populatie werd in 2016 door BirdLife International geschat op 5600 individuen en de populatie-aantallen lijken voorlopig stabiel. Er is predatie op kuikens door de (inheemse) tristanlijster (Nesocichla eremita), maar dit is geen echte bedreiging voor de populatie-aantallen. De Inaccessibleral heeft op het eiland kunnen overleven sinds de ontdekking door mensen, doordat het eiland tot nu toe vrij is gebleven van invasieve zoogdieren zoals muizen en ratten. Deze vormen namelijk een grote bedreiging voor vogels op geïsoleerde eilanden, zoals wel blijkt uit de slachting die op het nabijgelegen eiland Gough door huismuizen wordt aangericht. Om deze redenen staat deze soort als kwetsbaar op de Rode Lijst van de IUCN.

## Bijzonderheden
Biologen hebben zich lang afgevraagd hoe deze niet-vliegende vogel op dit afgelegen eiland terecht gekomen is. Het meest waarschijnlijk is dat de vogel het eiland vliegend heeft bereikt en daarna evolueerde naar een niet-vliegende vogelsoort. De auteurs van in 2019 gepubliceerde moleculair genetische studie aan de rallen hebben voorgesteld om de Inaccessibleral op grond van overeenkomsten in het DNA in het geslacht Laterallus op te nemen. Dat zou erop kunnen wijzen dat de vogel 1,5 miljoen jaar geleden het eiland vliegend heeft bereikt vanuit Zuid-Amerika, want daar komen de nauw verwante soorten van het geslacht Laterallus voor.

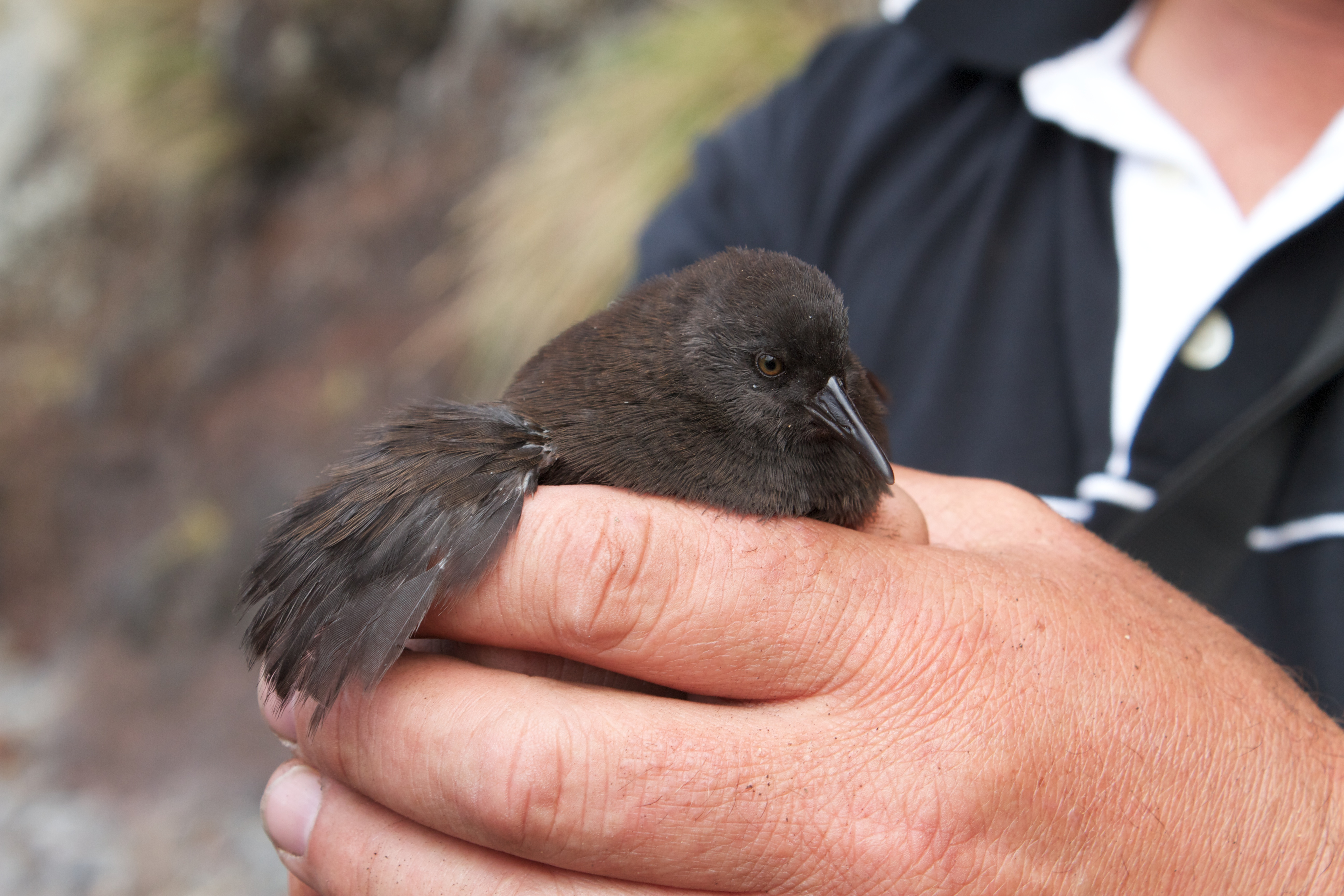
Op deze foto zijn de kleine vleugels te zien.
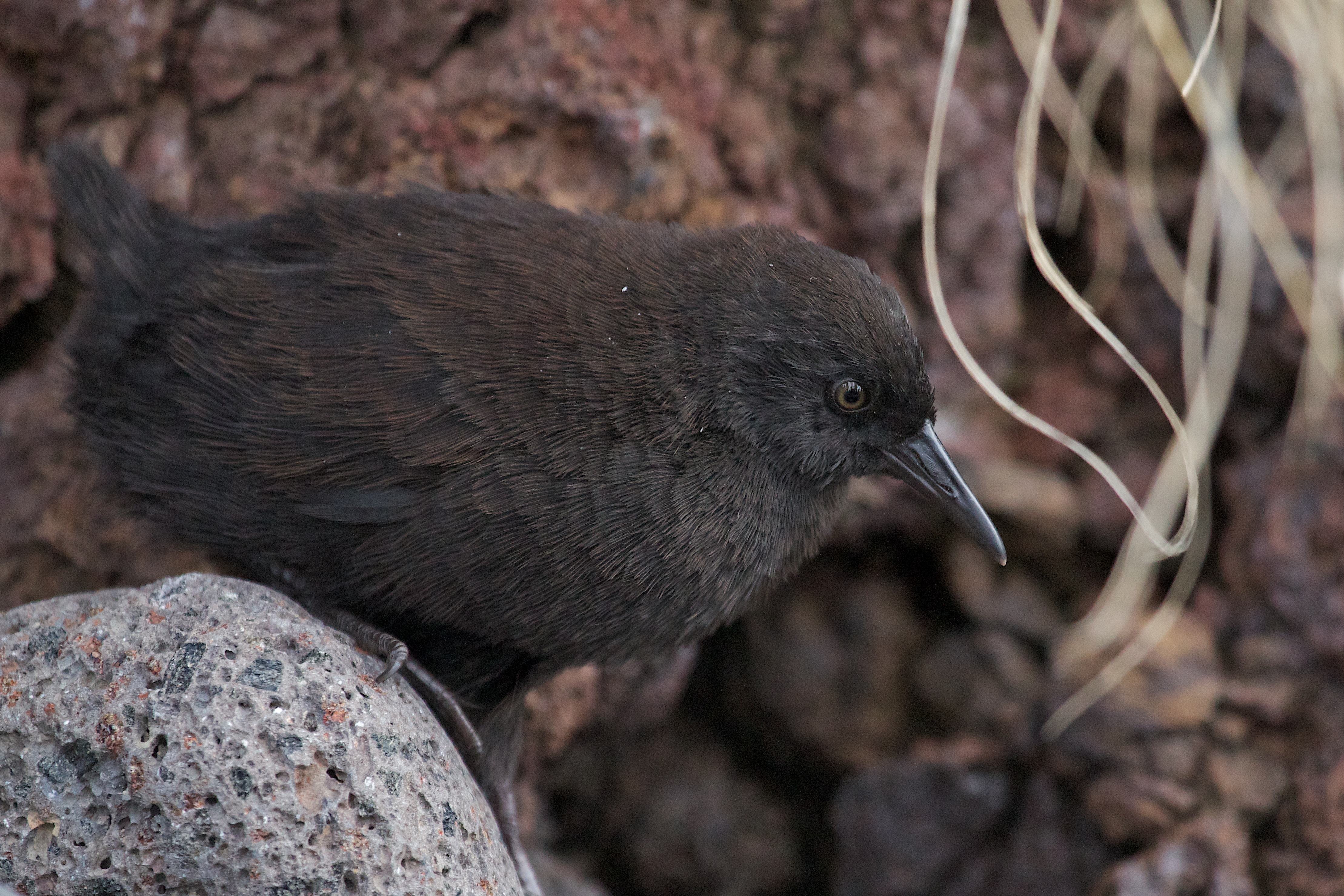
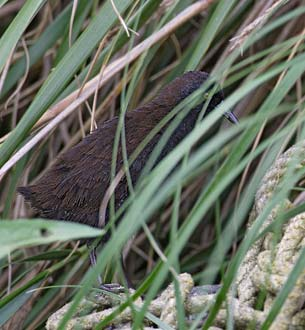